# Nördre Vägsjön
Nördre Vägsjön är en sjö i Älvdalens kommun i Dalarna och ingår i Dalälvens huvudavrinningsområde. Sjön har en area på 0,141 kvadratkilometer och ligger 612,1 meter över havet. Sjön avvattnas av vattendraget Lemman (Svartsjöån).

## Delavrinningsområde
Nördre Vägsjön ingår i det delavrinningsområde (684942-134023) som SMHI kallar för Ovan 684868-134103. Medelhöjden är 614 meter över havet och ytan är 0,83 kvadratkilometer. Det finns ett avrinningsområde uppströms, och räknas det in blir den ackumulerade arean 17,89 kvadratkilometer. Lemman (Svartsjöån) som avvattnar avrinningsområdet har biflödesordning 2, vilket innebär att vattnet flödar genom totalt 2 vattendrag innan det når havet efter 470 kilometer. Avrinningsområdet består mestadels av skog (42 procent) och sankmarker (41 procent). Avrinningsområdet har 0,14 kvadratkilometer vattenytor vilket ger det en sjöprocent på 16,9 procent.